# Orthaltica purba
Orthaltica purba is een keversoort uit de familie bladkevers (Chrysomelidae). De wetenschappelijke naam van de soort werd in 1985 gepubliceerd door Basu & Sengupta.